# Férfi 67,5 kg-os súlyemelés az 1992. évi nyári olimpiai játékokon
Az 1992. évi nyári olimpiai játékokon a súlyemelés férfi 67,5 kg-os versenyszámát július 29-én rendezték a Industrial Spain Pavillionban.

## Rekordok
A versenyt megelőzően a következő rekordok voltak érvényben:
| Világrekord     | Szakítás    | Iszrajel Militoszján (URS) | 160,0 kg | Athén, Görögország     | 1989. szeptember 18. |
| Világrekord     | Lökés       | Mikhail Petrov (BUL)       | 200,5 kg | Ostrava, Csehszlovákia | 1987. szeptember 8.  |
| Világrekord     | Összesített | Mikhail Petrov (BUL)       | 355,0 kg | Szöul, Dél-Korea       | 1987. május 12.      |
| Olimpiai rekord | Szakítás    | Iszrajel Militoszján (URS) | 155,0 kg | Szöul, Dél-Korea       | 1988. szeptember 21. |
| Olimpiai rekord | Lökés       | Janko Ruszev (BUL)         | 195,0 kg | Moszkva, Szovjetunió   | 1980. július 29.     |
| Olimpiai rekord | Összesített | Janko Ruszev (BUL)         | 342,5 kg | Moszkva, Szovjetunió   | 1980. július 29.     |
| Olimpiai rekord | Összesített | Naim Süleymanoğlu (TUR)    | 342,5 kg | Szöul, Dél-Korea       | 1988. szeptember 21. |

A versenyen új rekord nem született.

## Versenynaptár
| Dátum                    | Forduló |
| ------------------------ | ------- |
| 1992. július 29., szerda | Döntő   |

## Eredmények
Az eredmények kilogrammban értendők. A rövidítés jelentése a következő:
- =OR: olimpiai rekord beállítás
- DNF: érvényes kísérlet nélkül

### Végeredmény
| H     | Név                     | Nemzet                  | Cs | Súly  | Szakítás | Szakítás | Szakítás | Szakítás  | Lökés | Lökés | Lökés | Lökés | Össz. |
| H     | Név                     | Nemzet                  | Cs | Súly  | 1        | 2        | 3        | E         | 1     | 2     | 3     | E     | Össz. |
| ----- | ----------------------- | ----------------------- | -- | ----- | -------- | -------- | -------- | --------- | ----- | ----- | ----- | ----- | ----- |
| Arany | Iszrajel Militoszján    | Egyesített Csapat (EUN) | A  | 67,25 | 152,5    | 155,0    | 157,5    | 155,0 =OR | 177,5 | 182,5 | 187,5 | 182,5 | 337,5 |
| Ezüst | Joto Jotov              | Bulgária (BUL)          | A  | 67,05 | 145,0    | 150,0    | 152,5    | 150,0     | 177,5 | 177,5 | 182,5 | 177,5 | 327,5 |
| Bronz | Andreas Behm            | Németország (GER)       | A  | 67,25 | 135,0    | 140,0    | 145,0    | 145,0     | 175,0 | 185,0 | 185,0 | 175,0 | 320,0 |
| 4.    | Abdel Manaane Yahiaoui  | Algéria (ALG)           | A  | 67,50 | 135,0    | 140,0    | 142,5    | 140,0     | 170,0 | 175,0 | 175,0 | 175,0 | 315,0 |
| 5.    | Jouni Grönman           | Finnország (FIN)        | A  | 67,40 | 135,0    | 135,0    | 140,0    | 135,0     | 165,0 | 170,0 | 172,5 | 170,0 | 305,0 |
| 6.    | Eyne Acevedo            | Kolumbia (COL)          | A  | 66,75 | 125,0    | 130,0    | 130,0    | 130,0     | 165,0 | 170,0 | 175,0 | 170,0 | 300,0 |
| 7.    | Im Szangho (Im Sang-Ho) | Észak-Korea (PRK)       | A  | 67,25 | 135,0    | -        | -        | 135,0     | 165,0 | -     | -     | 165,0 | 300,0 |
| 8.    | Tim McRae               | Egyesült Államok (USA)  | B  | 67,25 | 127,5    | 132,5    | 135,0    | 135,0     | 157,5 | 162,5 | 165,0 | 162,5 | 297,5 |
| 9.    | Horikosi Noriaki        | Japán (JPN)             | B  | 67,30 | 125,0    | 130,0    | 132,5    | 130,0     | 160,0 | 165,0 | 170,0 | 165,0 | 295,0 |
| 10.   | Vernon Patao            | Egyesült Államok (USA)  | B  | 66,65 | 127,5    | 132,5    | 135,0    | 132,5     | 157,5 | 162,5 | 162,5 | 157,5 | 290,0 |
| 11.   | Fatmir Bushi            | Albánia (ALB)           | A  | 67,10 | 130,0    | 130,0    | 132,5    | 130,0     | 160,0 | 165,0 | 167,5 | 160,0 | 290,0 |
| 12.   | Feri Attila             | Románia (ROU)           | A  | 67,20 | 125,0    | 130,0    | 132,5    | 130,0     | 160,0 | 170,0 | -     | 160,0 | 290,0 |
| 13.   | Sokol Bishanaku         | Albánia (ALB)           | B  | 67,15 | 125,0    | 127,5    | 130,0    | 125,0     | 155,0 | 157,5 | 160,0 | 157,5 | 282,5 |
| 14.   | José Alexander Medina   | Venezuela (VEN)         | B  | 67,05 | 120,0    | 120,0    | 125,0    | 120,0     | 160,0 | 165,0 | 165,0 | 160,0 | 280,0 |
| 15.   | Mohamed Meziane         | Marokkó (MAR)           | B  | 67,15 | 115,0    | 115,0    | 125,0    | 115,0     | 145,0 | 150,0 | 155,0 | 150,0 | 265,0 |
|       | Vang Jung (Wang Yong)   | Kína (CHN)              | A  | 67,25 | 140,0    | 140,0    | 140,0    | 140,0     | 177,5 | 177,5 | 177,5 | DNF   | DNF   |
|       | Fernando Mariaca        | Spanyolország (ESP)     | B  | 67,05 | 125,0    | 125,0    | 130,0    | DNF       | -     | -     | -     | -     | DNF   |
|       | Kazem Panjavi           | Irán (IRI)              | B  | 67,20 | 125,0    | 125,0    | 125,0    | DNF       | -     | -     | -     | -     | DNF   |